# Alkin-Zipper-Reaktion
Die Alkin-Zipper-Reaktion ist eine Reaktion der organischen Chemie, bei der unter Basenkatalyse interne zu terminalen Alkinen isomerisiert werden.

## Geschichte

KAPA

Das grundlegende Prinzip der Isomerisierung von internen zu terminalen Alkinen war bereits Ende des 19. Jahrhunderts bekannt, wobei als erste Base hierfür Natriumamid verwendet wurde. Eine spätere Methode nutzte beispielsweise Kalium-tert-butanolat in tert-Butanol bei 200 °C. Diesen Methoden ist grundsätzlich gemein, dass Isomerisierung nur in geringem Umfang möglich war, das heißt mit Migration der Dreifachbindung über ein bis zwei Positionen. Zusätzlich waren jeweils lange Reaktionszeiten (oft mehrere Tage nötig) sowie drastische Reaktionsbedingungen, insbesondere hohe Temperaturen, die Nebenreaktionen beförderten. Die Alkin-Zipper-Reaktion kam in den 1970er-Jahren mit dem Reagenz Kalium-(3-aminopropyl)amid (KAPA) auf, das die Nachteile bezüglich Reaktionszeit, Temperatur und maximal möglicher Isomerisierungsdistanz der Dreifachbindung im Wesentlichen eliminierte.

## Funktionsweise
Bei der Alkin-Zipper-Reaktion wird ein internes Alkin zu einem terminalen Alkin isomerisiert, beispielsweise von 3-Heptin-1-ol zu 6-Heptin-1-ol. Die Isomerisierung läuft schrittweise ab, indem durch Deprotonierungen und Reprotonierungen einerseits Protonen und dadurch andererseits auch die Dreifachbindung verschoben werden. Für den Mechanismus wurde unter anderem das intermediäre Auftreten von Allenen vorgeschlagen. In einigen Studien mit Kalium-(3-aminopropyl)amid (KAPA) konnten aber keine Allene als Intermediate nachgewiesen werden. Dies spricht dafür, dass im Falle von KAPA eine konzertierte Verschiebung von Protonen mit einem sechsgliedrigen Übergangszustand auftritt. Hierbei wird durch die Amid-Funktion von KAPA an einer Stelle ein Proton abstrahiert und gleichzeitig durch die Aminofunktion die Dreifachbindung protoniert. Die so verursachte Verschiebung der Dreifachbindung ist reversibel und die Bewegung kann grundsätzlich in beide Richtungen entlang der Kette ablaufen, jedoch keine Verzweigungen passieren. Da das formale Endprodukt, ein terminales Alkin thermodynamisch weniger stabil ist als das Edukt, wird die Reaktion auch als „kontra-thermodynamisch“ bezeichnet.
Als Reagenz wird typischerweise KAPA verwendet. Dieses Reagenz ist sehr effizient, funktioniert oft bei Raumtemperatur und ermöglicht Isomerisierungen über weite Entfernungen. So sind Verschiebungen der Dreifachbindung über zehn oder elf Positionen möglich. Die Isomerisierung läuft in vielen Fällen sehr schnell ab, bei den Isomerisierungen von 3-Hexin zu 1-Hexin, 4-Octin zu 1-Octin oder 5-Decin zu 1-Decin jeweils mit KAPA bei 20 °C bildet sich praktisch sofort, das heißt innerhalb von Sekunden, ein Niederschlag des entsprechenden Acetylids. Nach der wässrigen Aufarbeitung wird dann das terminale Alkin erhalten.
Ein Nachteil von KAPA ist die Herstellungsmethode, bei der meist hochgefährliches Kaliumhydrid verwendet wird. Das Natrium-Analogon, Natrium-(3-aminopropyl)amid hat diesen Nachteil nicht, erfordert in der Alkin-Zipper-Reaktion jedoch höhere Reaktionstemperaturen (50–60 °C) als KAPA sowie längere Reaktionszeiten.

## Anwendung
Die Alkin-Zipper-Reaktion hat vielfältige Anwendungsmöglichkeiten, da die gebildeten terminalen Alkine gute Edukte für weitere Reaktionen und Funktionalisierungen sind. Beispielsweise eignen sie sich als Nucleophile und können in Alkinmetathesen und in der Click-Chemie verwendet werden.
Die Reaktion wurde für viele Synthesen von Insektenpheromonen verwendet, darunter die von (R)-10-Methyltridecan-2-on. Hierzu wurde zunächst 3-Butin-2-ol mit Lithiumamid in Ammoniak und 1-Iodpropan zu 3-Heptin-2-ol umgesetzt. Dieses wurde mittels Alkin-Zipper-Reaktion zu 6-Heptin-2-ol isomerisiert und dieses in einigen weiteren Schritten zum Produkt umgesetzt. Die Alkin-Zipper-Reaktion von Alkinolen mit Natrium-(3-aminopropyl)amid wurde als Ausgangspunkt für die Synthese von ungesättigten Fettsäuren und deren Estern verwendet, unter anderem zur Synthese von Coriolsäure.

## Externe Links zu erwähnten Verbindungen
1. ↑  Externe Identifikatoren von bzw. Datenbank-Links zu Natrium-(3-aminopropyl)amid:  CAS-Nr.: 75896-84-3, PubChem: 12573579, Wikidata: Q131480125.